# Hermann Conring
Hermann Conring (1606. november 9. – 1681. december 12.) német tudós, polihisztor. Jelentősek orvostudományi, politikatudományi és jogtudományi munkái.

## Élete, munkássága
Conring a német jogtudomány egyik megalapozójának számít, korának egyik legismertebb tudósa volt, aki a kor minden jelentős uralkodójának, így XIV. Lajos francia királynak is tanácsadója volt. Főműve a De origine iuris Germanici című jogtudományi-jogtörténeti munka, amiben többek között bebizonyította, hogy a Lothár legendának - miszerint Amalfi észak-itáliai város lakói 1135-ben III. Lothár német-római császárnak átadták volna a justinianusi törvénykönyvek egy náluk lévő példányát, és ennek átvételével a császár az ókori római jogot elismerte volna a Német-római Birodalom jogának - semmilyen valós alapja sincs.

### Magyar nyelvű irodalom
- Ruszoly József: Európai jog- és alkotmánytörténelem, Pólay Elemér Alapítvány, Szeged, 2011

### Német nyelvű irodalom
- Jori, Alberto, Hermann Conring (1606–1681): Der Begründer der deutschen Rechtsgeschichte, Kristian Kühl ajánlásával, Tübingen 2006, ISBN 3-935625-59-6.
- Wolf, Erik. Große Rechtsdenker. 4. kiadás, Tübingen, 1963.
- Hermann Conring: Die Bibliotheca Augusta zu Wolfenbüttel. Zugleich über Bibliotheken überhaupt.  Peter Mortzfeld fordításában
- Hans Dieter Lange: Conring, Hermann. In: Horst-Rüdiger Jarck, Dieter Lent u.a. (Hrsg.): Braunschweigisches Biographisches Lexikon: 8. bis 18. Jahrhundert. Appelhans Verlag, Braunschweig 2006, S.154-156. ISBN 978-3937664460